# 犬へのラブレター
『犬へのラブレター』（いぬへのラブレター）は、TVKで放送されている情報番組。2009年4月4日から毎週土曜日23：30〜23：45の15分間放送されている。
企画・出演は長澤久美子（株式会社Bring代表、元音楽グループSugarのメンバー）。
放送内容はゲストにドッグトレーナーやトリマー、獣医といった犬について正しい知識を持つ人を呼び、人と犬の関係をもう一度考える情報番組となっている。

## ゲスト一覧
vol.2~5　　 ドッグトレーナー　山下憲治さん（トレーニングハウスBIG DOG 所長）

vol.6~9　　 獣医　井上寛さん（国分寺台動物病院 院長）

vol.10~13　トリマー　澤地弘壮さん（青山ケンネルインターナショナル　NPO法人日本トリマー協会理事長）

## 犬へのラブレター一覧
Vol.1　「ジュンへ」鈴木邦枝（青山ケンネルスクール学長）

Vol.2　「アンコさんへ」長澤久美子（番組プロデューサー）

Vol.3　「ハナへ」中西トモミチ（美容室ハナ）

Vol.4　「カールへ」梅田敦子（主婦）

Vol.5　「トントくんへ」山下憲治（BIG DOG所長）

Vol.6　「ルビとサラへ」石黒克己（毎日ビルディング代表取締役）

Vol.7　「ナナへ」東里聡（MAミキサー）

Vol.8　「マックへ」井上寛（国分寺台動物病院 院長）

Vol.9　「小梅へ」中村悦美（広告制作会社 営業）